# James Ellis Humphrey
James Ellis Humphrey (ur. 5 sierpnia 1861 w Weymouth, zm. 1897 na Jamajce) – amerykański botanik i mykolog.

## Życiorys
W 1886 zdobywa tytuł licencjata na Uniwersytecie Harvarda i pracuje jako asystent w laboratorium botanicznym. W 1887 zostaje mianowany instruktorem botaniki na Uniwersytecie Indiany. W 1892 zdobywa stopień doktora habilitowanego na Harwardzie i zaczyna badania rodziny grzybopodobnych organizmów z rodziny Saprolegniaceae. Trzy miesiące spędza na Jamajce zbierając rośliny. W 1893 r. studiuje u Edwarda Strasburgera w Bonn. Po powrocie do domu zajmuje różne stanowiska na Uniwersytecie Johnsa Hopkinsa. W 1897 r. wraca na Jamajkę z kilkoma studentami Johnsa Hopkinsa i rozpoczyna pracę w uniwersyteckim laboratorium morskim; tutaj nagle zachorowuje i umiera. Chociaż żył krótko wniósł sporo w badania nad niektórymi organizmami pasożytniczymi, zwłaszcza z rodziny Saprolegniaceae.
W naukowych nazwach utworzonych przez niego taksonów dodawane jest jego nazwisko Humphrey.